# Magick Brother, Mystic Sister
Magick Brother, Mystic Sister è l'album di debutto dei Gong, un gruppo di rock progressivo. Fu pubblicato nel 1970 dalla BYG Actuel (nr. di catalogo BYG 529.205), in alcune edizioni è stato pubblicato con il titolo Magick Brother. In precedenza i Gong avevano registrato dei demo che sarebbero stati però pubblicati solo nel 1993 assieme ad altri brani di Daevid Allen e della Bananamoon band, mentre la prima realizzazione per la BYG era stato il 45 giri Garçon Ou Fille, che contiene i due brani Est-Ce Que Je Suis? e Hip Hypnotise You ed è uscito nel 1970.
In una delle prime edizioni del disco, i brani Rational Anthem (traccia 2) e Glad to Sad to Say (traccia 3) sono stati erroneamente invertiti nella tracklist, per poi essere collocati al posto giusto nella ristampa in CD. Il brano Princess dreaming non aveva un vero e proprio titolo. Venne aggiunto soltanto nella ristampa in CD.

## Il disco
La band era stata contattata da uno dei proprietari della BYG, Jean Karakos, uno scopritore di talenti che stipula con i Gong un contratto per la pubblicazione di tre dischi. L'etichetta discografica avrebbe chiuso i battenti qualche anno dopo e i suoi archivi sono andati perduti, rendendo problematica la precisa collocazione cronologica delle opere in catalogo. Tale difficoltà viene accentuata dalla confusionaria gestione del disco da parte della BYG, che ne pubblica diverse versioni, di cui una che attribuisce il lavoro ai "Daevid Allen's Gong", anziché propriamente ai Gong.
Seppure ancora lontano dallo stile che contraddistinguerà la band in seguito, il disco propone spunti interessanti, fra tutti la prima narrazione del pianeta Gong e dei suoi pothead pixies, anticamera della mitologia Gong degli album che verranno, il glissando alla chitarra di Daevid Allen e gli space whispers di Gilli Smyth, che è anche autrice di tutti i brani. Il tono pacato dell'album e della stessa chitarra di Allen, soprattutto se comparato a quello scintillante di Camembert Electrique dell'anno seguente, è abbastanza tipico delle sonorità psichedeliche di quel tempo, e trova il suo apice nel brano Gong Song, in cui si racconta del primo pothead pixie disceso dal pianeta Gong per cantare la sua canzone verde.
I brani del disco vengono ufficialmente presentati per la prima volta al grande festival di Amougies in Belgio nell'ottobre del 1969, dopo la cancellazione dello stesso festival a Parigi da parte delle autorità francesi. Dopo la pubblicazione l'album viene eletto disco pop della settimana da una radio francese, cui fa seguito un'intensa serie di concerti nella zona di Parigi.

## Tracce

### Lato A (Early Morning)
1. Mystic Sister – 1:32
2. Magick Brother – 4:44
3. Rational Anthem • – 3:43
4. Glad to Sad to Say • – 4:09
5. Chainstore Chant – 1:13
6. Pretty Miss Titty – 4:06
7. Fable of a Fredfish / Hope You Feel OK (Fable of a Fredfish non appare nella tracklist) –  4:33

### Lato B (Late Night)
1. Ego – 3:57
2. Gong song – 4:11
3. Untitled – 2:56
4. 5 & 20 Schoolgirls – 4:30
5. Cos You Got Greenhair – 5:05

• Invertite erroneamente

### Versione CD
1. Mystic Sister, Magick Brother – 5:54[6]
2. Rational Anthem – 4:09
3. Glad to Sad to Say – 3:44
4. Chainstore Chant & Pretty Miss Titty – 4:48
5. Fable of a Fredfish & Hope You Feel OK –  4:33
6. Ego – 3:57
7. Gong song – 4:11
8. Princess Dreaming – 2:56
9. Five & Twenty Schoolgirls – 4:30
10. Cos You Got Greenhair – 5:05

## Formazione
- Daevid Allen – voce e chitarra
- Gilli Smyth – voce
- Didier Malherbe – sassofono, flauto
- Rachid Houari – batteria

ospiti:
- Earl Freeman – contrabbasso in 6, pianoforte in 7
- Dieter Gewissler –  contrabbasso in 1 e 7
- Burton Greene – pianoforte in 6
- Barre Phillips –  contrabbasso in 2 e 8
- Tasmin Smyth – voce in 1 e 8